# Videvårmal
Videvårmal (Dasystroma salicella) är en fjärilsart som beskrevs av Jacob Hübner 1795. I Catalogue of Life används istället namnet Cheimophila salicella. Enligt Catalogue of Life ingår videvårmal i släktet Cheimophila och familjen praktmalar (Oecophoridae), men enligt Dyntaxa är tillhörigheten istället släktet Dasystroma och familjen Dagmalar, (Chimabachidae). Enligt den svenska rödlistan är arten sårbar i Sverige. Arten förekommer sällsynt från Skåne till Dalarna. I övriga Norden har den hittats i Danmark, södra Norge och södra Finland. Artens livsmiljö är våtmarker, havsstränder, skogslandskap, jordbrukslandskap. Inga underarter finns listade i Catalogue of Life.